# Heupink & Bloemen Tabak
Heupink & Bloemen Tabak è una azienda multinazionale dei Paesi Bassi che opera nel settore dei tabacchi.

## Storia
La Heupink & Bloemen Tabak BV è stata fondata nel 2001 in seguito alla fusione di due fabbriche di sigarette di Ootmarsum: la Heupink & Reinders BV e la Tabaksfabriek Bloemen BV. Entrambe le aziende avevano avuto origine nella prima metà del XIX secolo.

## Marchi
- Black Devil
- Look Out
- Pink Elephant
- ARBO